# Hernán Rojas
Hernán Rojas Rodríguez (Cartago, Valle del Cauca, 22 de septiembre de 1932 - Pereira, Risaralda, 7 de octubre de 2001), fue un cantante y compositor colombiano, fue uno de los máximos exponentes de la música colombiana en el mundo; llegando a ser considerado como “el Gardel de la cumbia”. También obtuvo calificativos como: “El rey de la cumbia”, “La voz mayor de la cumbia”, “El embajador de la cumbia de todos los tiempos”, “La gran voz de la cumbia”, “El Máximo”. Destaca su labor como pionero en la exportación de este ritmo colombiano.
Reconocido por su gran carisma y afabilidad, Hernán Rojas le cantó al amor, al paisaje de su tierra colombiana y a los niños, siempre llevando un mensaje de paz y de alegría. A través de él la música colombiana se ha escuchado y difundido por los cinco continentes, donde siempre destacó con orgullo su origen cartagüeño y colombiano.

## Biografía

### Infancia
Hernán Rojas Rodríguez nació en Cartago, Valle del Cauca, Colombia, el 22 de septiembre de 1932. Hijo de Joaquín Emilio Rojas y Aura Rodríguez, vivió sus primeros años en el barrio San Jerónimo de Cartago. Cursó el kínder en el colegio María Auxiliadora. Su primer año lo realizó en la escuela de San Jerónimo y estudió el resto de la primaria en la escuela modelo General Santander.

### Juventud y estudios
Sus estudios de secundaria los realizó en el Colegio Académico de Cartago, donde consiguió el grado de bachiller en 1949; posteriormente se trasladó a la ciudad de Cali para estudiar medicina en la Universidad del Valle, donde cursó cinco años; allí fue nombrado ayudante de la cátedra de anatomía por la fundación Rockefeller. El 10 de junio de 1955 viajó a Argentina, con el ideal de terminar su carrera en la Universidad de Buenos Aires y, posteriormente, hacer una especialización en cirugía plástica. Al poco tiempo se vio obligado a dejar sus estudios debido a que la dictadura autodenominada Revolución Libertadora, encabezada por la junta militar que derrocó el gobierno del General Juan Domingo Perón, censuró todo lo que tuviera que ver con el antiguo gobierno, entre esto se encontró la Universidad de Buenos Aires. Pero esta situación que acabó con sus aspiraciones de ser médico le abrió las puertas a su incipiente carrera musical.

### Carrera artística
Durante su infancia y temprana juventud, Hernán Rojas no mostró inquietud alguna por la música y fue solo hasta que llegó a Argentina que tuvo su primer contacto con la interpretación musical, cuando con algunos compañeros de la facultad se reunía frecuentemente para recordar la música de su tierra. El 28 de julio de 1955, después de haber asistido a una fiesta de unos estudiantes peruanos que celebraban la independencia de su país, Hernán Rojas y sus compañeros viajaban en tren mientras cantaban y tocaban algunas canciones. Al llegar a la estación Constitución de Buenos Aires, un señor que los había escuchado, los abordó para expresarles su interés por la música que hacían. Se trataba del empresario Francisco Trimboli, quien los invitó a presentarse en el restaurante Tom y Jerry. Tras su actuación y con gran aceptación por parte del público, el empresario decidió contratarlos y les pidió darle un nombre al grupo; es así como surgieron Los Wawancó.
Hernán Rojas empezó como percusionista y luego como contrabajista en esta agrupación, que especialmente interpretaba ritmos cubanos. Ante su insistencia de incluir música colombiana en el repertorio, le dieron la oportunidad de grabar una canción con su voz y cuando estuvo terminada y luego de escucharla varias veces, el director artístico se reunió con los demás directivos de la disquera y decidieron que en adelante la voz que se vendería con Los Wawancó sería la suya. Tiempo después grabó la cumbia “El pescador”, del maestro José Barros, con lo cual se catapultaron las ventas y la popularidad de este grupo. Marcó un hito a nivel sociocultural en Argentina, que se volcó hacia la cumbia donde antes solo había espacio para el tango y algunos aires cubanos y brasileros, convirtiéndose este ritmo en el preferido durante la década del 60, tiempo en el cual, según la Sociedad Argentina de Autores y Compositores (SADAIC), no había un solo minuto del día en que no estuviera sonando en cualquier emisora del país la música de Los Wawancó. Tal fue el éxito con este grupo, que tuvo la oportunidad de participar en varias películas y realizar numerosas giras, visitando países como Ecuador, Perú, Chile, Bolivia, Uruguay, Paraguay, México, Estados Unidos, Inglaterra, Grecia, Suiza, Italia, Austria, España, Francia, entre otros.
En 1970, luego de batir récords de ventas y regalías a nivel latinoamericano con Los Wawancó, Hernán Rojas decidió separarse del grupo y probar suerte como solista, animado en parte por la posibilidad que le brindaba de grabar otros ritmos; es así como en los siguientes años grabó dos discos: El Gordito Hernán Rojas (1971) y Tú me hiciste vivir… al ritmo de Hernán Rojas (1974), los cuales incluyeron canciones de su autoría y contaron con un gran acompañamiento orquestal. De ese primer trabajo como solista, destaca la canción «El triste», de Roberto Cantoral, siendo esta interpretación la primera que se conoció en el sur del continente, antes de la mundialmente famosa que realizó José José. Durante este periodo mantuvo presentaciones en Argentina y Uruguay, actuando para la radio y televisión de ambos países. Sin embargo, dos años después se reintegró a Los Wawancó, debido principalmente al pedido del público. Esta nueva etapa se extendió hasta el final de la década.
En 1981 regresó a Colombia atraído por la nostalgia, y con la intención de hacer carrera en su país fundó en 1982 la agrupación Los Warahuaco. Ese mismo año grabó su primer trabajo discográfico con este nuevo grupo, el cual se llamó «El pescador de Barú» y tuvo gran éxito, lo que le permitió conquistar el público de su país. La canción que le dio nombre a este disco ha sido considerada como un himno de la música tropical. El año siguiente emprendió su primera gira con Los Warahuaco a Estados Unidos y Canadá, la cual se repetiría en varias ocasiones alternando con presentaciones en las principales fiestas y carnavales de Colombia y Ecuador. De esta época destacan producciones como El pescador de Barú, El canoero y Enamorando que lograron introducirse en el gusto del público internacional.
En el año 2000 realizó una gira con Los Warahuaco a Europa, actuando en Francia, Inglaterra y España; y a principios de 2001 viajó nuevamente con Los Warahuaco a Estados Unidos, donde tuvieron varias presentaciones.
Paralelamente, desde sus tiempos con Los Wawancó, Hernán Rojas participó en el Carnaval uruguayo con este grupo, luego como solista y desde 1980 acompañado por Los Graduados de Uruguay —agrupación con la que también grabó varios discos—, completando más de treinta carnavales consecutivos. Desde su regreso a Colombia realizó viajes anuales a Argentina, para presentarse con Los Wawancó.
En casi cincuenta años de profesión musical, Hernán Rojas alcanzó a grabar 99 producciones de larga duración y más de 2500 canciones, vendiendo más de diez millones de discos en todo el mundo, siendo estos editados incluso en Japón.

### Fallecimiento
Hernán Rojas fue hospitalizado de urgencia el 15 de septiembre de 2001, debiendo someterse a una cirugía de hernia. Tras pasar veintitrés días en una unidad de cuidados intensivos y sufrir complicaciones en su recuperación, falleció el 7 de octubre de 2001 en la Clínica Risaralda de Pereira, debido a una falla multisistémica.

## Premios y reconocimientos
- Durante su carrera musical Hernán Rojas fue galardonado, entre otros reconocimientos, con 27 Discos de Oro, 10 Discos de Platino, 10 Templos de Oro y 1 Obelisco de Oro.
- Con Los Wawancó ganó en dos veces el Primer Premio del Festival Internacional del Disco de Mar del Plata.
- En 1983 ganó con Los Warahuaco el Segundo Festival de Orquestas de las Fiestas de la Cosecha en Pereira.
- Fue nombrado socio de honor de la Asociación Uruguaya de Músicos (AUDEM).
- El 9 de agosto de 1994 la Administración Municipal de Cartago descubrió un busto en su honor, el cual se encuentra ubicado en el auditorio Hernán Rojas Rodríguez de la Casa de la Cultura de Cartago.
- El 17 de octubre de 1997 fue condecorado por la Administración Municipal de Cartago con la Medalla Honor al Mérito Cívico Ciudad de Cartago.
- El 10 de diciembre de 1999 la Cámara Junior de Colombia Capítulo de Cartago le otorgó la distinción Mérito a toda una vida, “por sus cualidades artísticas y desempeño en el ámbito musical a nivel nacional e internacional, proyectando la imagen positiva de la ciudad”.
- El 28 de septiembre de 2001 el gobernador del Valle del Cauca le confirió la Orden al Mérito Vallecaucano, en la categoría Al Mérito en el Arte y la Cultura “Pedro Morales Pino”, en el grado de Comendador.

## Radio y Televisión
A través de su larga trayectoria, Hernán Rojas tuvo actuaciones para la radio y televisión de la mayoría de países de Latinoamérica, entre los que destacan Argentina, Uruguay, Chile, Ecuador, Colombia, Panamá y México.

## Vida personal
A lo largo de su vida Hernán Rojas cultivó amistades con muchos de sus colegas y algunas personalidades de la política y el espectáculo. En este ámbito aparecen nombres como Leo Dan, Palito Ortega, Chico Novarro, Helí Toro, Tormenta, Leonardo Favio, Pastor López, Rodolfo Aicardi, Lisandro Meza, Roberto Cantoral, Julio María Sanguinetti, entre otros.
Sus gustos musicales se centraron principalmente en el folclor latinoamericano, aunque también disfrutaba la música clásica, en especial la de Vivaldi. En cuanto al tango, su compositor favorito fue Osvaldo Pugliese.
Fue un aficionado a la gastronomía, siendo su especialidad la parrillada argentina, tradición que junto con el mate adquirió a su llegada al país austral y que lo acompañaron el resto de su vida.
Otra afición que le quedó de su vida en Argentina fue el fútbol; fue hincha del Club Atlético Boca Juniors, del cual era socio activo.
Como resultado de sus numerosas giras y su vida cosmopolita, Hernán Rojas llegó a ser políglota, manejando con fluidez idiomas como el inglés, francés, portugués, italiano y griego.
Estuvo casado en dos ocasiones y tuvo cuatro hijos. Con Amparo Pinilla, con quien se casó antes de viajar a la Argentina y tuvo sus primeros dos hijos Carlos y Fernando. Luego, su segundo matrimonio con Victoria Eugenia Gómez, con quien tuvo sus dos últimos hijos. El mayor de esta unión es Luis Alejandro Rojas Gómez, quien es el actual director de Los Warahuaco.

## Anécdotas
Aunque nunca se graduó como médico, sus conocimientos en la materia le sirvieron para brindar ayuda en más de una ocasión. Una de ellas fue cuando, viajando en un tren hacia Buenos Aires, se vio en la necesidad de atender un parto; como agradecimiento, al niño que nació le pusieron su nombre. Otra vez, en un avión que volaba de Buenos Aires a Bogotá, tuvo que brindar primeros auxilios a un pasajero que tenía problemas cardíacos.
No obstante, y como es obvio esperar, la mayoría de sus anécdotas derivan de su actividad musical. Cabe destacar sus presentaciones ante grandes personalidades y distintos jefes de Estado. Una de ellas se dio en 1973 tras el regreso de Juan Domingo Perón a la presidencia de Argentina, en una recepción que este ofreció en la Quinta Presidencial de Olivos y a la que también estuvo invitado el entonces jefe de Estado de Panamá Omar Torrijos. En otra oportunidad, en 1994, con motivo del final del mandato del presidente de Colombia César Gaviria Trujillo, su familia organizó una fiesta de despedida que contó también con la participación de Hernán Rojas.
Años atrás, una noche luego de presentarse en una discoteca en Atenas, fue solicitado por Jacqueline Kennedy Onassis, quien estaba presente, y luego de felicitarlo y conversar con él, lo invitó para que participara en una reunión que ofrecería días después en la isla privada de Skorpios, entonces propiedad de Aristóteles Onassis.

## Filmografía
- Viaje de una noche de verano (1965)
- El Gordo Villanueva (1964)
- Villa Cariño (1967)
- Un italiano en la Argentina (música) (1965)
- El romance del Aniceto y la Francisca (música) (1967)
- Peligro inminente (música) (1994)

## Composiciones
| Canción                                                      | Ritmo               | Álbum                                         | Año  | Discográfica     |
| Arbolito seco                                                | Cumbia              | Más cumbias con Los Wawancó                   | 1964 | Odeon pops       |
| La pereza                                                    | Cumbia              | Cumbias en estéreo                            | 1965 | Odeon pops       |
| Paisaje de Cartagena                                         | Cumbia              | Merequetengues con Los Wawancó                | 1965 | Odeon pops       |
| Pena y bombo                                                 | Cumbia              | Cumbias en estéreo                            | 1965 | Odeon pops       |
| Qué felicidad                                                | Cumbia carnavalera  | Inimitables Wawancó                           | 1966 | Odeon pops       |
| El hijo del pescador                                         | Cumbia              | Los Wawancó                                   | 1968 | Odeon            |
| La pollera verde                                             | Cumbia              | La burrita                                    | 1969 | Odeon            |
| Verano en el Cauca                                           | Cumbia              | Gracias Uruguay                               | 1970 | Odeon            |
| Mi alegre serenata                                           | Paseo               | El "gordito" Hernán Rojas                     | 1971 | RCA Victor       |
| Cumbia morena                                                | Cumbia              | …¡A sus amigos!                               | 1972 | Odeon            |
| Solo quedó                                                   | Cumbia              | …¡A sus amigos!                               | 1972 | Odeon            |
| Indiecita de mi tierra                                       | Paseo               | Villa Cariño                                  | 1973 | Odeon            |
| Cuando tenga tus besos                                       | Merengue            | Tú me hiciste vivir… al ritmo de Hernán Rojas | 1974 | RCA records      |
| La inundación                                                | Merengue            | Tú me hiciste vivir… al ritmo de Hernán Rojas | 1974 | RCA records      |
| Muchacha del interior                                        | Paseo               | Tú me hiciste vivir… al ritmo de Hernán Rojas | 1974 | RCA records      |
| Tú me hiciste vivir                                          | Paseo               | Tú me hiciste vivir… al ritmo de Hernán Rojas | 1974 | RCA records      |
| Vamos a beber la copa del olvido                             | Bomba               | Latinoamérica = Wawancó                       | 1976 | Emi - Odeon SAIC |
| Yo quiero un rico melón                                      | Mapalé              | Inconfundibles                                | 1976 | Emi              |
| Zoncito y ganador                                            | Gaita cuartetazo    | Súper Wawancó 33                              | 1976 | Emi - Odeon SAIC |
| Recordando éxitos                                            | Cumbión             | Cumbilandia Vol. 2 "Tu ritmo feliz"           | 1977 | Emi - Odeon SAIC |
| El gatito Kili-Kila                                          | Merengue dominicano | Recital Wawancó                               | 1978 | Emi - Odeon SAIC |
| Nochebuena en mi pueblito                                    | Cumbia              | Amor y paz                                    | 1979 | Emi              |
| Viejo Sulky                                                  | Gaita cuartetazo    | A divertirse…!                                | 1979 | Emi - Odeon SAIC |
| El gallinero de fiesta                                       | Gaita cuartetazo    | 25 años con el éxito                          | 1980 | Emi - Odeon SAIC |
| La Cenicienta feliz exclama… ahora ya tengo madre y hermanas | Cumbión             | Cumbilandia Vol. 3                            | 1980 | Emi - Odeon SAIC |
| El Pescador de Barú                                          | cumbia              | El Pescador de Barú                           | 1982 | Discos Fuentes   |
| El Canoero                                                   | cumbia              | El Canoero                                    | 1983 | Discos Fuentes   |
| He Nacido Para Amarte                                        | cumbia              | El Canoero                                    | 1983 | Discos Fuentes   |
| Enamorando                                                   | Cumbia              | Enamorando                                    | 1985 | Discos Fuentes   |

## Discografía[6]
| Álbum                                         | Año  | Discográfica     |
| Locura tropical                               | 1959 | Odeon pops       |
| Más locura tropical                           | 1960 | Odeon pops       |
| Locura total                                  | 1961 | Odeon pops       |
| Enloquecidos                                  | 1962 | Odeon pops       |
| Sigue la locura                               | 1962 | Odeon pops       |
| Fiesta!                                       | 1963 | Parlophone       |
| Más cumbias con Los Wawancó                   | 1964 | Odeon pops       |
| Cumbias en estéreo                            | 1965 | Odeon pops       |
| Merequetengues con Los Wawancó                | 1965 | Odeon pops       |
| Inimitables Wawancó                           | 1966 | Odeon pops       |
| Coronación de la cumbia                       | 1967 | Odeon pops       |
| Cumbilandia                                   | 1967 | Odeon            |
| De fiesta                                     | 1967 | Odeon            |
| Los Wawancó                                   | 1968 | Odeon            |
| Wawancó                                       | 1968 | Odeon pops       |
| Cumbias con los Wawancó                       | 1969 | Odeon pops       |
| El templo de la cumbia                        | 1969 | Odeon            |
| Gracias Argentina                             | 1969 | Odeon pops       |
| La burrita                                    | 1969 | Odeon            |
| Tamboreras                                    | 1969 | Odeon            |
| Gracias Uruguay                               | 1970 | Odeon            |
| El "gordito" Hernán Rojas                     | 1971 | RCA Victor       |
| …¡A sus amigos!                               | 1972 | Odeon            |
| Éxitos de oro                                 | 1972 | Odeon            |
| Los grandes éxitos de Los Wawancó             | 1973 | Emi - Odeon SAIC |
| Viejitos pero sabrosos Vol. 2                 | 1973 | Odeon            |
| Villa Cariño                                  | 1973 | Odeon            |
| Tú me hiciste vivir… al ritmo de Hernán Rojas | 1974 | RCA records      |
| El cuartetazo                                 | 1975 | Emi - Odeon SAIC |
| Inconfundibles                                | 1976 | Emi              |
| Latinoamérica = Wawancó                       | 1976 | Emi - Odeon SAIC |
| Los Wawancó                                   | 1976 | Capitol records  |
| Me gusta tu rosa roja                         | 1976 | Emi - Odeon SAIC |
| Pa'bailar                                     | 1976 | Emi - Odeon SAIC |
| Súper Wawancó 33                              | 1976 | Emi - Odeon SAIC |
| Cumbias con los Wawancó                       | 1977 | Emi              |
| Cumbilandia Vol. 2 "Tu ritmo feliz"           | 1977 | Emi - Odeon SAIC |
| Únicamente…                                   | 1977 | Emi - Odeon SAIC |
| Recital Wawancó                               | 1978 | Emi - Odeon SAIC |
| Récord mundial de éxitos                      | 1978 | Emi - Odeon SAIC |
| A divertirse…!                                | 1979 | Emi - Odeon SAIC |
| Amor y paz                                    | 1979 | Emi              |
| Récord mundial de éxitos Vol. 2               | 1979 | Emi - Odeon SAIC |
| 25 años con el éxito                          | 1980 | Emi - Odeon SAIC |
| Cumbilandia Vol. 3                            | 1980 | Emi - Odeon SAIC |
| Imprescindibles                               | 1980 | Emi - Odeon SAIC |
| ¡No hay con qué…!                             | 1981 | Emi - Odeon SAIC |
| Líderes                                       | 1981 | Emi - Odeon SAIC |
| Coctel de éxitos                              | 1982 | Emi - Odeon SAIC |
| El Pescador de Barú                           | 1982 | Discos Fuentes   |
| El Canoero                                    | 1983 | Discos Fuentes   |
| Los más grandes éxitos de Los Wawancó         | 1983 | Emi - Odeon SAIC |
| Enamorando                                    | 1985 | Discos Fuentes   |
| Lo mejor de Hernán Rojas y Los Warahuaco      | 1986 | Discos Fuentes   |
| Agüita 'e coco                                | 1989 | Sondor           |
| Olas del mar                                  | 1989 | Sondor           |
| 16 cumbias, cumbias..                         | 1990 | Discos Fuentes   |
| 38 cumbias enganchadas                        | 1992 | Sondor           |
| La "movida" de la cumbia                      | 1995 | Sondor           |
| Los Wawancó Vol. 1                            | 1995 | Fonovisa         |
| Los Wawancó Vol. 2                            | 1995 | Fonovisa         |
| 38 cumbias enganchadas Vol. 2                 | 1996 | Sondor           |
| A bailar tropical                             | 1996 | Emi - Odeon SAIC |
| Wawa-mix                                      | 1997 | Emi - Odeon SAIC |
| 38 cumbias enganchadas Vol. 3                 | 1998 | Sondor           |
| Wawa-mix 2                                    | 1998 | Emi - Odeon SAIC |
| Colección aniversario                         | 1999 | Emi - Odeon SAIC |
| El beso wawanquero                            | 1999 | Sony Music       |
| Los Wawancó y el Wawa-mix (póstumo)           | 2003 | Emi - Odeon SAIC |
| Al son de Los Wawancó (póstumo)               | 2012 | Garra records    |
| Trisagio del soltero                          |      | Ansonia records  |
| Viejitos pero sabrosos                        |      | Odeon            |